# Eulysit
Eulysit användes först som en beteckning för en mörk, hård och tung skarnliknande bergart som förekommer i Tunabergs socken söder om Nyköping där den upptäcktes av Axel Erdmann 1846. De dominerande mineralen är knebelit (Fe,Mn)2SiO4 samt manganrika granater och diopsider.
Eulysit har senare kommit att användas för att beteckna varianter av peridotit som består av oliviner, pyroxener, opaka mineral (som magnetit, ilmenit) och antofyllit.
"Eulysit" har också använts på tyska för pyroxenen ferrosilit, Fe2Si2O6, och även på svenska för manganhaltig ferrosilit, (Fe,Mn)2Si2O6.